# Neasura circumducta
Neasura circumducta är en fjärilsart som beskrevs av Arnold Pagenstecher 1900. Neasura circumducta ingår i släktet Neasura och familjen björnspinnare. Inga underarter finns listade i Catalogue of Life.